# 牛之首
《牛之首》（日语：／ Ushi no kubi */?）是流傳於日本的一個都市傳說，傳說的主要內容是『有一個叫做《牛之首》的恐怖故事』。

## 傳說概要
傳說有一個非常恐怖的怪談，名稱叫做《牛之首》，聽到的人會感受到異常的恐懼，甚至被嚇死。使得這個故事的真實內容僅有少數人知道，只有《牛之首》這個名稱為人所知。

## 說明
《牛之首》這個故事本身並不存在，僅有一個都市傳說宣稱有一個非常恐怖的鬼故事名字叫做《牛之首》。
雖然這個都市傳說的起源無從查證，但在1965年，日本小說家小松左京所寫的一篇同名短篇小說中曾經提過有則叫做《牛之首》的怪談，但是也沒有敘述這則怪談的內容。
另外類似虛構的都市傳說還有鮫島事件，同樣都是因為太可怕所以詳情不明的口耳傳說。